# Günter Scheja

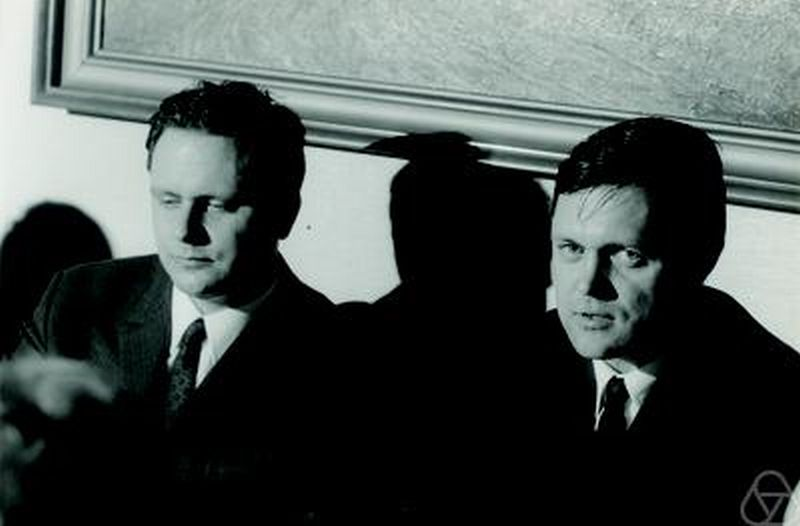
Günter Scheja (rechts) mit Norbert Kuhlmann, Münster 1967

Günter Scheja (* 21. Oktober 1932 in Wuppertal-Barmen; † 26. Januar 2014 in Neuffen) war ein deutscher Mathematiker und Professor an der Universität Tübingen, der sich mit Algebra befasste und dabei besonders mit kommutativer Algebra.

## Werdegang
Scheja ging in Minden auf das Besselgymnasium und studierte nach dem Abitur 1952 zunächst Chemie und dann Mathematik an der Universität Münster, an der er 1958 bei Heinrich Behnke promoviert wurde (Theorie der verzweigten Gebiete über komplexen Räumen und ihrer Holomorphiehüllen). Danach war er dort Privatdozent und Diätendozent. 1964 wurde er Assistant Professor an der Purdue University in West Lafayette (Indiana) und 1969 wurde er ordentlicher Professor an der Universität Bochum. 1979 wurde er Professor für Algebra in Tübingen als Nachfolger von Helmut Wielandt.
Zu seinen Doktoranden gehört Uwe Storch, mit dem er ein verbreitetes Lehrbuch der Algebra schrieb.

## Schriften
- Der Reiz des Rechnens. Leipzig: Edition am Gutenbergplatz 2004.
- mit Uwe Storch:  Lehrbuch der Algebra, Teubner, Teil 1 1980, 2. Auflage 1994, Teil 2 1988, Teil 3 1981
- Differentialmoduln lokaler analytischer Algebren. Universität Fribourg 1970.
- mit Hans-Jörg Reiffen, Udo Vetter: Algebra. BI Hochschultaschenbücher 1969.
- Vorlesungen über gewöhnliche Differentialgleichungen. Münster: Aschendorff 1964.

Bei Aschendorff erschien auch 1955 seine Ausarbeitung der Topologie Vorlesung von George Springer.